# Thor Vilhjálmsson
Thor Vilhjámsson (Edimburgo, 12 agosto 1925 – Reykjavík, 2 marzo 2011) è stato uno scrittore islandese.
È considerato uno fra i più importanti scrittori islandesi, autore di romanzi, saggi, pièce teatrali e raccolte poetiche, e traduttore delle opere principali della letteratura mondiale.
Nel 1988 con "Il muschio grigio arde" si è aggiudicato il Premio del Consiglio Nordico, nel 1992 è stato insignito del Premio dell’Accademia Svedese mentre nel 1998 ha ricevuto il Premio Letterario Islandese grazie a "Cantilena mattutina nell’erba".

## Opere
- 1950 Maðurinn er alltaf einn
- 1954 Dagar mannsins
- 1957 Andlit í spegli dropans
- 1968 Fljótt, fljótt sagði fuglinn
- 1970 Óp bjöllunnar
- 1972 Folda : þrjár skýrslur
- 1975 Fuglaskottís
- 1976 Mánasigð
- 1977 Skuggar af skýjum
- 1979 Turnleikhúsið
- 1986 Grámosinn glóir
- 1989 Náttvíg
- 1994 Tvílýsi
- 1998 Morgunþula í stráum
- 2002 Sveigur